# Hauteville (Aisne)
Hauteville település Franciaországban, Aisne megyében. Lakosainak száma 184 fő (2022. január 1.). Hauteville Bernot, Macquigny, Mont-d’Origny, Montigny-en-Arrouaise és Noyales községekkel határos.

## Népesség
A település népességének változása:
| Lakosok száma | 215  | 161  | 166  | 186  | 166  | 164  | 166  | 174  | 177  | 184  |
|               | 1968 | 1982 | 1990 | 2006 | 2013 | 2015 | 2017 | 2019 | 2020 | 2022 |